# Jerko Machiedo
Dr Jerko Machiedo (Hvar (grad), 24. studenoga 1877. - Zagreb, 10. veljače 1962.), hrvatski liječnik i političar, preporoditelj. Po struci je bio liječnik. Bio je zastupnik iz Hvara. Govorio je i pisao četiri strana jezika. Inicirao je izdavanje Hvarskog zbornika, što je ostvareno 12 godina poslije njegove smrti. Uvijek se izjašnjavao Hrvatom i katolikom, čak i za Šestosiječanjske diktature, a nakon drugog svjetskog rata zadržao je diskretno antikomunističko držanje.

## Životopis
Osnovnu je školu pohađao u Hvaru. U Splitu je završio gimnaziju. Studij medicine u Grazu završio je ožujka 1901. godine. Nakon toga slijedi polgodišnja vojna služba u Zadru, te šest mjeseci usavršavanja na klinici u Grazu (Štajerskom Gradcu). Za boravka u tom gradu oženio se 1905. Terezom Pinkawom, koja je govorila šest jezika, a bila je iz ugledne katoličke češko-austrijske obitelji ruskog državnog savjetnika. Službovao je Jerko Machiedo potom u Stonu kao zamjena do 1902., zatim se vratio u rodni Hvar gdje je bio liječnikom do jeseni 1909. godine. U međuvremenu je postao zastupnik u Dalmatinskom saboru. U Hvaru je također bio općinski vijećnik, predsjedavao Hrvatskom pučkom čitaonicom, član uprave Higijeničkog društva, član Javne dobrotvornosti, kotarskog školskog vijeća. U tom je razdoblju dobio troje djece, poslije ugledne hrvatske građane Dušana, Dimitrija i Milicu, čija su djeca također bile poznate osobe.
Obnašao je dužnost zastupnika u Dalmatinskom saboru od 1908. godine kao član Hrvatske stranke. Bio je prisjednik Zemaljskog odbora (izvršnog tijela Dalmatinskog sabora), u kojem je vodio glavnu riječ. Učinio je mnogo za rodni kraj: pomogao za hvarski vodovod, nastojanja na izgradnji hvarskog lukobrana, za stipendije kiparu Šimi Dujmoviću te skladatelju Antunu Dobroviću koji ga je nazivao svojim dobročiniteljem. Zbog ondašnjih političkih okolnosti, morao je Machiedo surađivati s Namjesništvom i austrijskom vladom. Uz to, bio je na platnoj listi austrijske vlade, zbog čega su ga pravaši optuživali za sukob interesa: radio je na iskorjenjivanju malarije.
Tijekom Balkanskih ratova član zajedničkog Narodnog vijeća koje je obuhvaćalo zadarske Hrvate i Srbe. Bio nadzornik svih pokrajinskih bolnica i zdravstveni referent dalmatinske vlade. U Zadru član zadruge Hrvatski dom. Upisao i studij prava 1913. u Zagrebu, ali rat je prekinuo školovanje. Rat je bio grozomorno razdoblje. Nakon atentata u Sarajevu, premda sa zastupničkim imunitetom, bez dokaza je uhićen je kao politički sumnjiva osoba. Tamnovao na tri mjesta. Prvi je bio u tamnici u tvrđavi Mamuli na bokeljskom otoku Žanjici, pa u samici u vojnom zatvoru u Herceg-Novom, pa u Zadru. Stalno je bio pod stresom mogućeg strijeljanja, a prijetila mu je i opasnost da će stradati od granatiranja Antantinih snaga. Obitelj se energično zauzela i vraćanjem predmeta na građanski sud s vojnog, oslobođen je lažne optužbe, no i dalje je bio u zatvoru bez zatvora, jer se nije mogao maknuti iz vojnih bolnica od Beča do Crne Gore. I tu je zakon bio prekršen, jer su članovi vlada bili oslobođeni vojske. Trpio je uvrjede i sa strukovne strane, optuživajući ga da odbija liječiti autonomaše. Svoju ratnu kalvariju pripisao je namjesniku grofu Mariju Attemsu. Slabljenjem Austrije i sve izvjesnijim njenim porazom uspio se vratiti u Zadar. 
Nakon što se talijanska iredenta ohrabrena Londonskim ugovorom dohvatila svojatati Zadar, Machiedo se upustio u branjenje hrvatstva Zadra, pišući za Narodni list i Naš list. Talijani ga tijekom okupacije Dalmacije početkom 1919. šalju zajedno s drugim rodoljubima u progonstvo na Sardiniju, potom blizu Ancone. Vratili su ga u Zadar pod pritiskom međunarodne javnosti i teške bolesti supruge. U međuvremenu je ostao udovac. Nakon Rapallskih sporazuma 1921. otišao je u Šibenik.
U Šibeniku je boravio sljedećih dvadeset godina, s time što je tijekom 1922. u Štajerskom Gradcu u bolnici usavršavao znanja o plućnim bolestima. Nakon toga radio je u šibenskoj bolnici sve do mirovine. Ondje je bio hospitant, ravnatelj i predstojnik internog odjela. Napisao je monografiju o povijesti šibenske bolnice. Ostao je u politici. Bio je član Demokratske stranke Ljubomira Davidovića. Atentat na hrvatske zastupnike 1928. i Šestosiječanjska diktatura nagnale su ga prići k HSS-u. 1932. maknut je s dužnosti šibenskog gradskog vijećnika. Sljedeće se je godine učlanio u Hrvatskog radišu. Pratio je što se zbiva i u rodnom kraju te je utocima rušio zaključke tamošnjeg prorežimskog vijeća. Ni u Kraljevini Jugoslaviji nije prošao bez progona. Završio je na izvanrednom sudu za zaštitu države zbog toga što je rekao povodom atentat na kralja u Marseilleu, a zbog glasovanja za HSS za kaznu su ga premjestili u kninsku bolnicu. 1941. se je godine umirovio.
Nakon odlaska u mirovinu vratio se u rodni Hvar. Iako umirovljen, radio je kao liječnik. Nakon pada Italije bio je jedini liječnik na otoku. Besplatno je liječio sve, osobito partizane (najviše ih je bilo iz VIII. korpusa NOVJ). Prostori u kojima ih je liječio bili su improvizirani, poput franjevačkog samostana, škole, vile. Poslije rata i dalje je bio jedini liječnik u Hvaru. Tada ga je plaćala općina. Radio je sve do 1952. godine kad je otvorena općinska zdravstvena postaja koja se za svoj rad služila Jerkovim privatnim rendgenskim uređajem sve dok tri godine poslije nije kupila svoj vlastiti. Nakon toga i dalje je radio kao privatni liječnik. Ordinacija mu je bila pod teracom kuće na Rivi. Do kraja života proučavao je novosti u medicinskoj literaturi. Promjena u njegovu životu nastupila je što je od antiklerikalca, kakav je bio kao zastupnik Dalmatinskog sabora, u praktičnog katolika. Umro je 1962. godine, a govor na sprovodu držao mu je pomoćni hvarski biskup.